# 急速騎行
《急速騎行》是Milestone srl開發並發行的摩托車競速遊戲，於2015年發行，對應Microsoft Windows、PlayStation 3、PlayStation 4、Xbox One和Xbox 360平台。

## 續作
《急速騎行2》於2016年發行，對應Microsoft Windows平台。Xbox One和PlayStation 4版於2017年發行。
《急速騎行3》於2018年發行，對應Xbox One、PlayStation 4和Microsoft Windows平台。
《急速騎行4》於2020年發行，對應Microsoft Windows、PlayStation 4和Xbox One平台。PlayStation 5和Xbox Series X/S版於2021年1月發行。